# 龜城南門
龜城南門，是位於朝鮮平安北道龜城市的龜州城。

## 歷史
龜城南門在公元994年建造；在公元1702年被重建；在1950年代朝鮮戰爭期間被美國空軍炸毀；戰後被按照原貌重建。

## 建築
- 它的高臺使用精心打磨的優質四方形花崗石砌成，中間設有拱形門。建在高臺上的兩層門樓。。
- 正面有3棟，共闊10.7公呎；側面有3棟，共闊10公呎，施了包式斗拱，一層三包、二層外五包內七包。並以翼拱墊替代了支柱承擔整座建築物，屬罕見的建築模式。
- 它蓋了重檐歇山式屋頂，涂抹了七彩繽紛的彩畫，增添了美感。

，它是8扇城門裡，最宏偉的一扇。